# Planet opera
 (août 2010).
Si vous disposez d'ouvrages ou d'articles de référence ou si vous connaissez des sites web de qualité traitant du thème abordé ici, merci de compléter l'article en donnant les références utiles à sa vérifiabilité et en les liant à la section « Notes et références ».

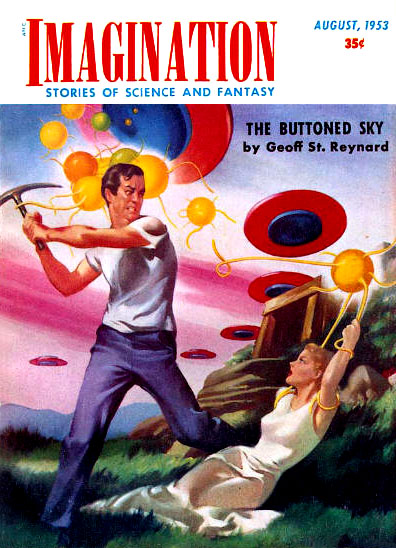
Couverture de Imagination, août 1953.

Le planet opera est un sous-genre de science-fiction.
À la différence du space opera, genre de science-fiction qui relate des aventures se déroulant dans l'espace, le planet opera (littéralement, « opéra planétaire ») a pour décors une planète étrangère, aux caractéristiques déroutantes et mystérieuses, que les principaux personnages ont pour mission d'explorer et de découvrir sous tous ses aspects (vie extraterrestre pensante ou non, flore, ressources).
Certains planet operas prennent place dans la perspective d'une culture futuriste où le déplacement entre les planètes par voyage spatial est commun ; d'autres décrivent les projections astrales et autres méthodes pour voyager de planète à planète. Dans tous les cas, c'est l'aventure se déroulant sur la planète qui est au centre de l'intrigue et non le mode de déplacement.
Le planet opera permet de s'intéresser de plus près aux aspects sociologiques, économiques, voire anthropologiques, à une échelle plus humaine que d'autres types de science-fiction.
La tendance à suivre l’évolution de la planète sur plusieurs centaines, voire plusieurs milliers d’années, permet également une certaine mise en scène des civilisations et de leur évolution.

## Œuvres

### Littérature
- Le Cycle de l'Ékumen, d'Ursula K. Le Guin
- Le cycle de la Probabilité de Nancy Kress
- Mytale d’Ayerdhal
- Le Fleuve de l'éternité de Philip José Farmer
- La Saga des Hommes-Dieux de Philip José Farmer
- Le cycle de Dune de Frank Herbert
- Le cycle de Majipoor et La Face des eaux de Robert Silverberg
- le cycle de Skaith de Leigh Brackett
- Le cycle de l'Anneau-Monde de Larry Niven
- Le Monde de la mort de Harry Harrison
- La Ballade de Pern, d’Anne McCaffrey
- Parade nuptiale de Donald Kingsbury
- La Romance de Ténébreuse de Marion Zimmer Bradley
- La série Omale, de Laurent Genefort
- Le cycle de Tschaï et Les Aventuriers de la planète géante de Jack Vance
- Le Temps du voyage de Roland C. Wagner
- Les Guerres Wess'har de Karen Traviss
- Le cycle de Mars d’Edgar Rice Burroughs
- La trilogie d'Helliconia de Brian Aldiss
- Le cycle de l'Élévation de David Brin
- Le Monde vert de Brian Aldiss
- Les Cantos d'Hypérion de Dan Simmons
- La Saga de l'Empire skolien de Catherine Asaro

### Cinéma
- Planète interdite de Fred M. Wilcox (1956)
- Solaris d'Andreï Tarkovski (1972)
- Dune de David Lynch (1984)
- Solaris de Steven Soderbergh (2002)
- Avatar de James Cameron (2009)
- John Carter de Andrew Stanton (2012)
- Alien: Covenant de Ridley Scott (2017)
- Dune de Denis Villeneuve (2021)
- Avatar : La Voie de l'eau de James Cameron (2022)

### Bande dessinée
- Le Cycle de Cyann de François Bourgeon et Claude Lacroix (1993-2014)
- Les Mondes d'Aldébaran de Léo (1994-)
- Les Naufragés d'Ythaq de Christophe Arleston (2005-)

### Jeux vidéo
- Albion : jeu de rôle réalisé par Blue Byte Software en 1996.
- La série Dune dont la version de Cryo Interactive en 1992.
- Surviving Mars : Un jeu développé par Haemimont Games et sorti en 2018